# 三星堆遺跡

三星堆遺跡の周辺地図

三星堆遺跡（さんせいたいいせき）は、長江文明に属する古代中国の遺跡の一つである。1986年に中国の四川省徳陽市広漢県の三星堆(現在の成都から北東40kmに位置する四川省中央部のヤズ川近くの3つの塚のある場所)で発見された。

## 概要
紀元前2000年頃もしくはそれ以前と考えられる極めて古い時代に属する三星堆遺跡とその文化は、約5000年前から約3000年前頃に栄えた古蜀文化のものである。
三星堆遺跡自体は、1929年の春に当地の農民とその息子が溝を掘っていた際に玉器、祀用の石板、王笏を含む数百点の翡翠の工芸品が隠されていることを見つけた。1931年にイギリス人牧師であるVyvyan Henry Donnithorneによって発見されていた。しかし、長く本格的な発掘はなされず、1980 - 1981年に近くのレンガ工場の作業員がさらに多くの翡翠の遺物を発見し、初めて四川省文物委員会等により本格的な発掘調査が行われるようになって大規模な住居跡が発見された。以後、発掘が継続して行われ、1985年10月までに、東・西城壁跡が発見されて、本遺跡が古蜀王国の都城跡と見られるようになった。さらに、1986年には本遺跡の上限が約5,000年前と見られるようになった。また、各種の貴重な玉器・金器・青銅器等が出土し、以上の成果により、1988年1月、国務院は本遺跡を全国重点文物保護単位に指定した。発掘調査はさらに継続され、1996年秋には日中合同の磁気探査などの科学的調査が行われた。
2005年に基本的な発掘調査を終え、現在整理研究中である。以上の発掘調査で、本遺跡は東城壁跡約1,100メートル（ほぼこの延長線上に第二展示館がある）・南城壁跡約180メートル・西城壁跡約600メートルが確認され、北を鴨子河とする城壁都市であることが分かった。三星堆遺跡（三星堆文化）は新石器時代晩期文化に属し、上限を新石器時代晩期（紀元前2800年）とし、下限を殷末周初期（紀元前800年）と、のべ2000年近く続いた。４期に分かれ、第１期は4,800 - 4,000年前で、龍山文化時代（五帝時代）に相当し、石器・陶器のみである。第２・３期は4,000 - 3,200年前で、夏・殷時代に相当し、青銅器・玉器が出現し、宗教活動が盛んとなり、都市が建設される。第４期は3,200 - 2,800年前で、殷末・周初期に相当し、精美な玉器・青銅器が製作され、大型祭壇・建築が築かれる。遺跡地区は鴨子河南岸に沿って東西5,000 - 6,000メートル、南に2,000 - 3,000メートルに広がり、総面積約12平方キロメートルで、全体が保護区となり、城壁跡内を含む重要保護区の面積は6平方キロメートルである。
三星堆遺跡からは異様な造形が特徴な青銅製の仮面や巨大な人物像が多数出土している。二号坑からは多くの青銅器類が見つかっているが原型をとどめないほど粉々に壊され、焼かれた状態で坑に投げ込まれ埋められていた。しかし異なる坑道から発見された複数の壊れた遺物を、再び組み立てることで完全な物体を形成できた。そのおかげで、いくつかの遺物は完璧に再現できた。三星堆の遺跡および文物の発見は 3・4千年前の中国の長江文明の古蜀王国の存在と中華文明起源の多元性を証明する有力な証拠となった。

## 考古遺物
出土する考古遺物は全て三星堆博物館が所蔵している。日本語名で表すことを基本とするが、確認できないものが多い。
青銅人頭像
青銅製の頭部および頸部で構成された人頭像は、様々に異なる造形物が数多く出土している。
貼金銅人頭像
「戴金面罩銅人頭像」などとも称。金箔でできた金面を被せた青銅人頭像のことで、様々に異なる造形物が数多く出土している。三星堆文化の代表的な考古遺物として紹介されることが多い。頭頂の形によって「平頂貼金銅人頭像」「丸頂貼金銅人頭像」などと呼び分ける。
青銅縦目仮面
世界最大の青銅製仮面。異形を呈する巨大な青銅製の仮面であり、三星堆文化の代表的な考古遺物の一つ。中国語名は「青铜纵目面具（青銅縦目面具）」、日本語名は「青銅縦目仮面」「縦目青銅仮面」「青銅縦目面具」など。幅138センチメートル、高さ64.5センチメートル。大きな耳と、奇妙に突き出した眼（瞳孔）を具えており、はるか彼方をも見通す神の顔を表したものと考えられている。突出した瞳孔は長さ16.5センチメートル、径9センチメートル。額の中央に穴が開いているが、後述する「青銅戴冠縦目仮面」に見られるような額飾り（冠）が取り付けられているのが本来の形で、それが失われたものと考えられている。口は微笑みをたたえている。1986年に二号祭祀杭より出土した。二展庁展示品。
青銅戴冠縦目仮面
大きな耳と突出した眼を具えた神の頭部をかたどった仮面で、額から真上に向けて伸張する長大な額飾り（冠）を有する。日本語名は「青銅戴冠縦目仮面」「青銅戴冠縦目面具」など。殷代晩期のもので、幅78センチメートル、高さ82.5センチメートル。1986年に二号祭祀杭より出土。二展庁展示品。
青銅神樹
三星堆遺跡の二号祭祀杭から1986年8月に出土した青銅製の扶桑樹。中国語名「青铜神树（青銅神樹）」（雅名「通天神樹」）、日本語名「青銅神樹」。殷代晩期のもので、全高396センチメートル、像高（樹高）384センチメートル。3階層になっている幹の各層に3枝ずつが張り出しており、それぞれの枝に1羽、全部で9羽の霊鳥が留まっている。枝先には果実がなり、樹の下層には頭を下に向けた1頭の龍が這っている。
青銅立人像
世界最大の青銅製人物立像。直線的な造形をした高さ約260センチメートルの像。殷代晩期のもので、全高261センチメートル、像高172センチメートル、総重量180キログラム。1986年に二号祭祀杭より出土した。丈の長い衣裳を身にまとった祭司の姿であり、巨大な両手で何かを抱え持っていたと思われるが、その何かは欠損している。他の出土物から推定して、儀杖であった可能性が高い。三展庁展示品。。
青銅大鳥頭
鵜の頭部をかたどった高さ40.3センチメートルの祭具。中国語名「青铜大鸟头（青銅大鳥頭）」。
青銅人身形器
全高46.4センチメートル。人体をかたどった青銅製立像であるが、頭部は無く、用途は推測しがたい。中国語名「青铜人身形器（青銅人身形器）」。
儀杖を持つ祭司像
権威の象徴と思われる儀式用の杖を両手で抱え持つ4人の祭司をかたどった青銅製の小さな立像。

## ギャラリー

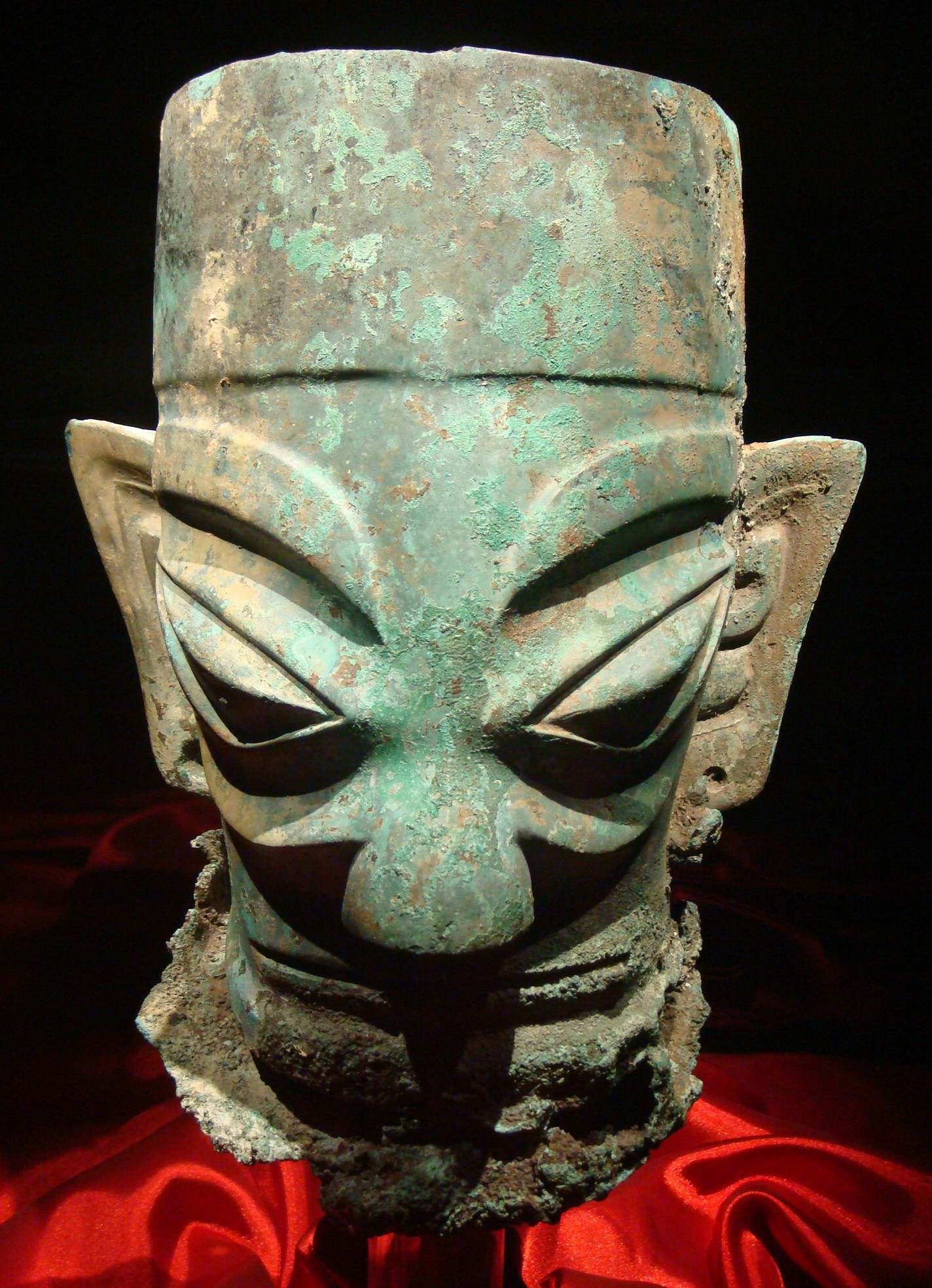
青銅人頭像
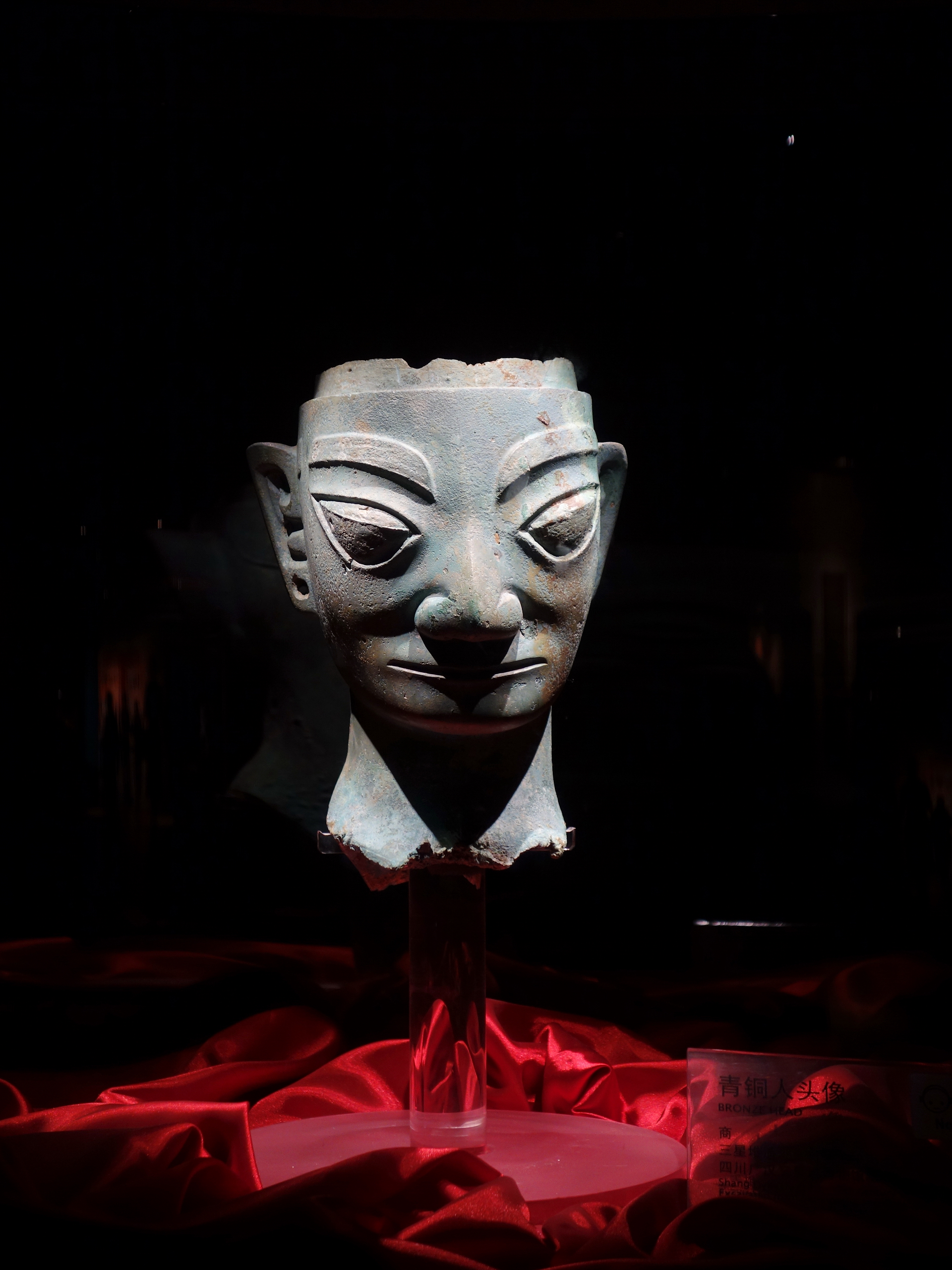
青銅人頭像
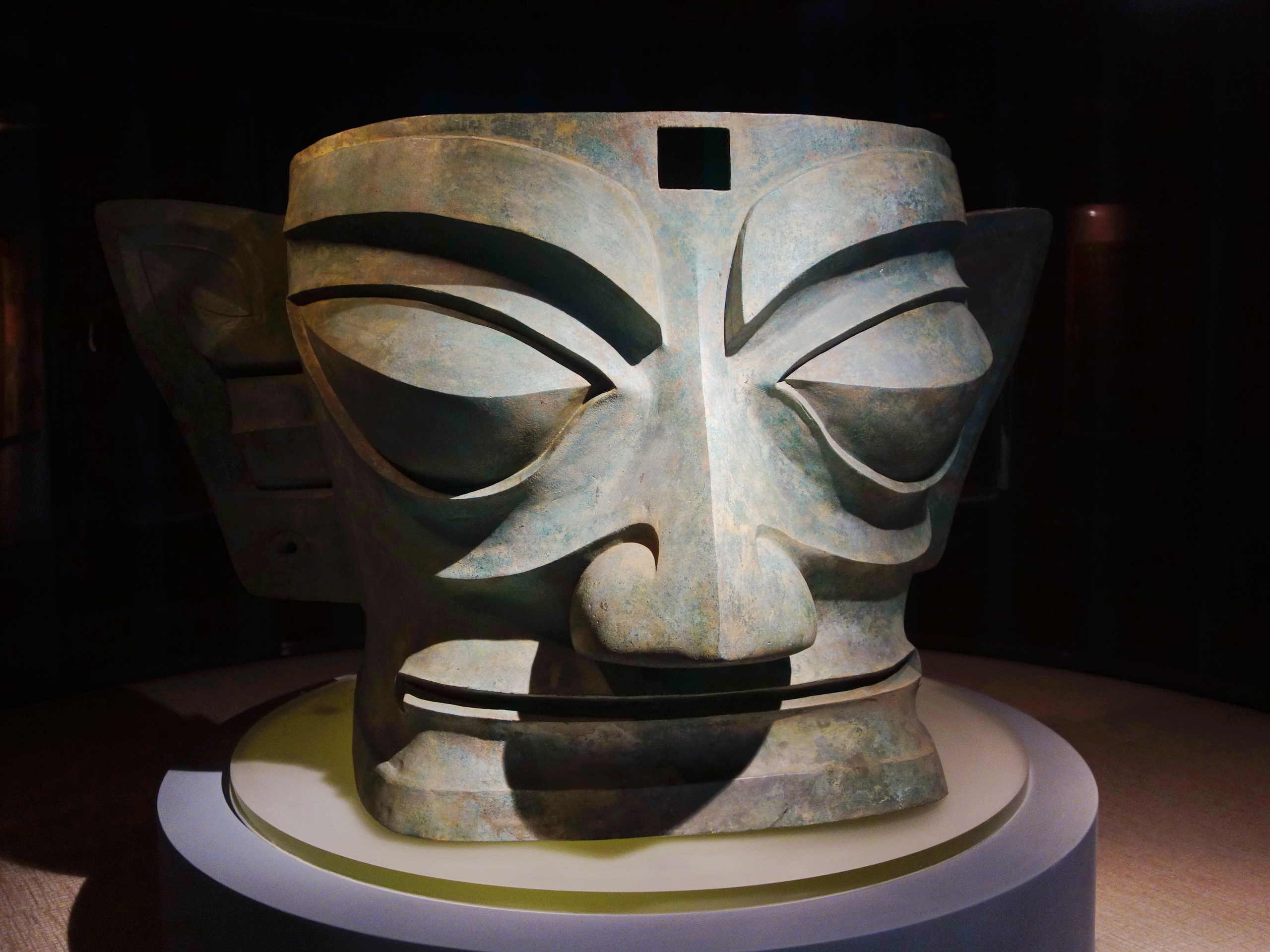
青銅仮面
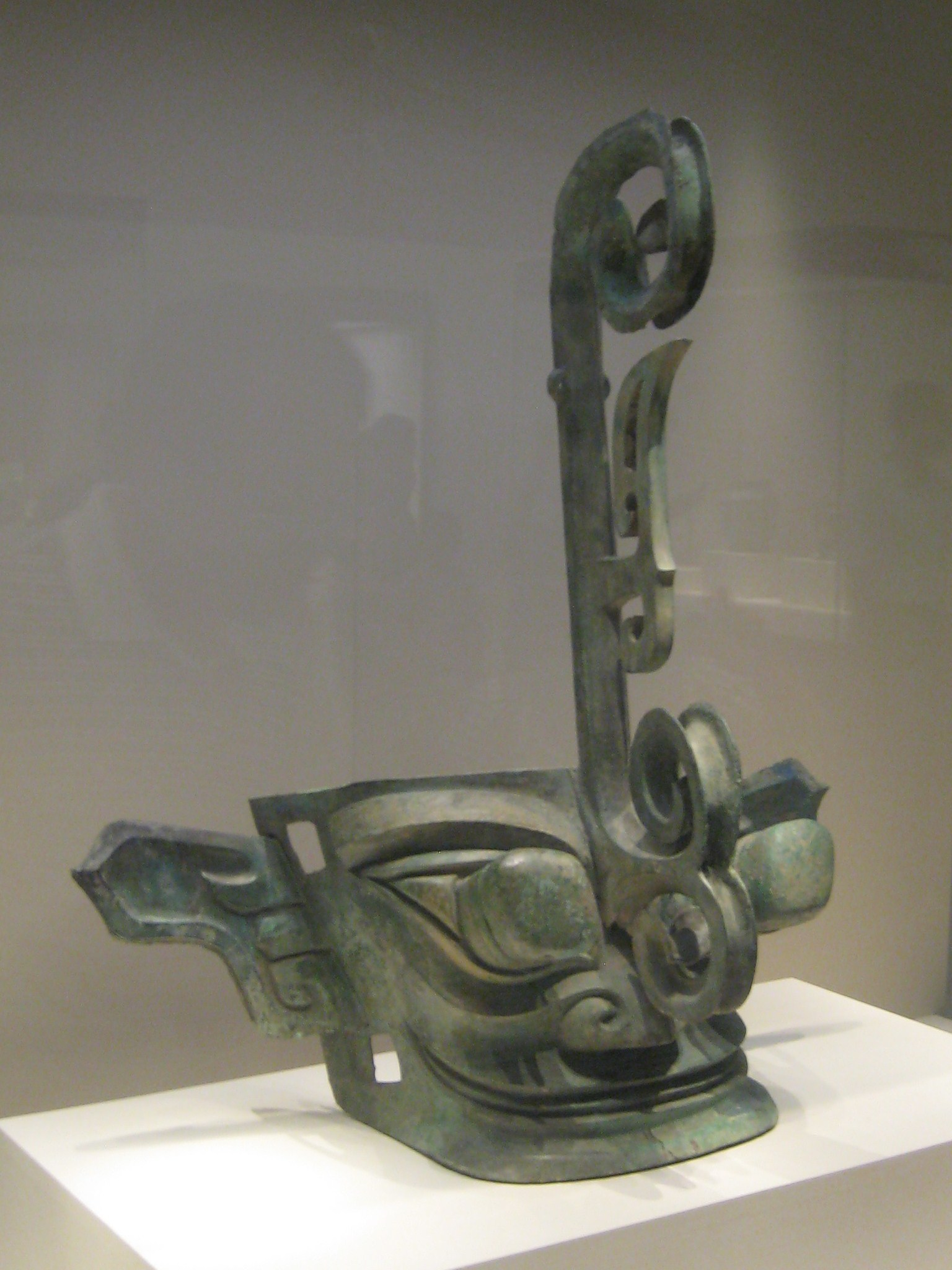
青銅戴冠縦目仮面 長大な額飾りをもつ異形の神の仮面
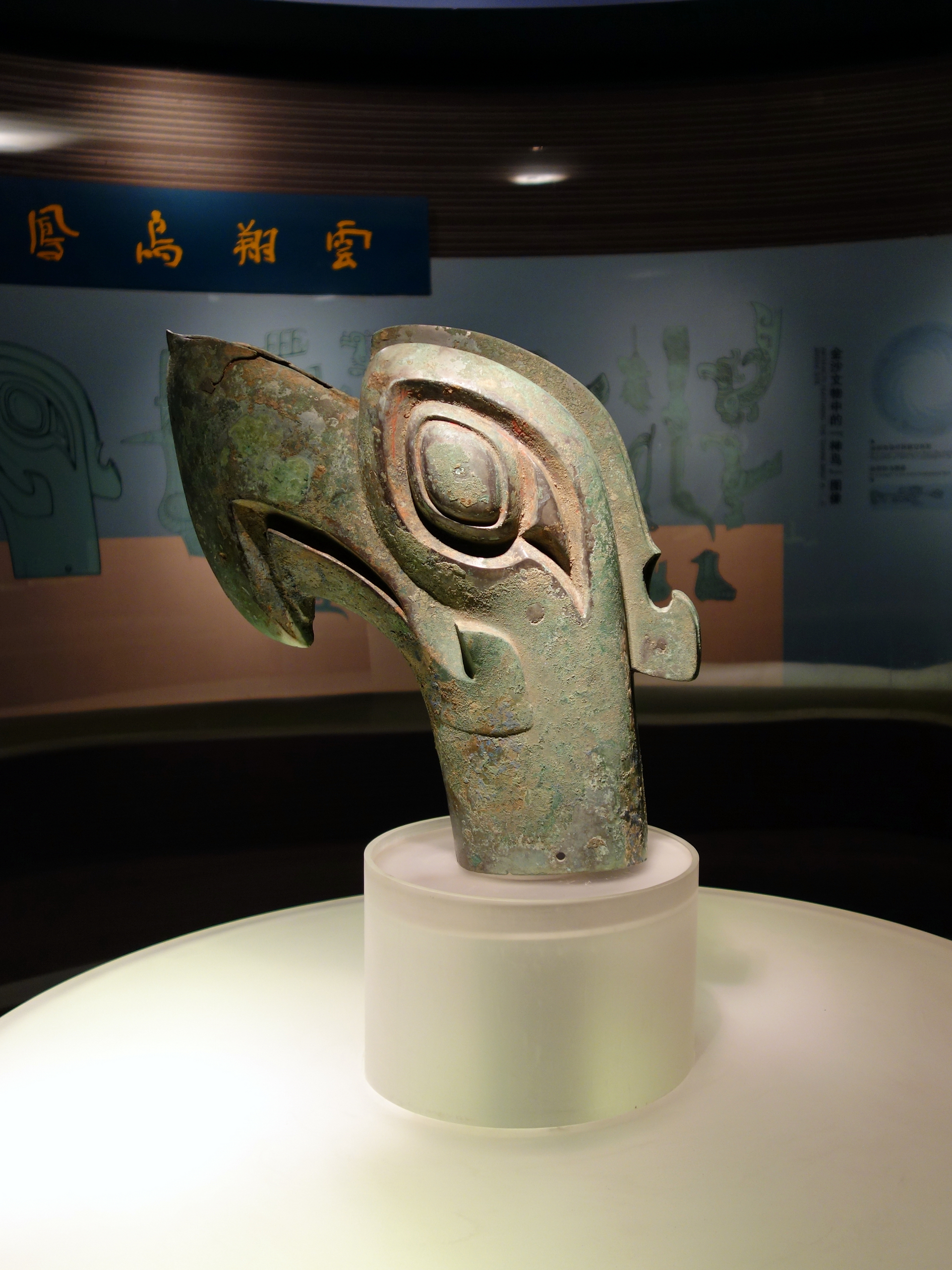
青銅大鳥頭
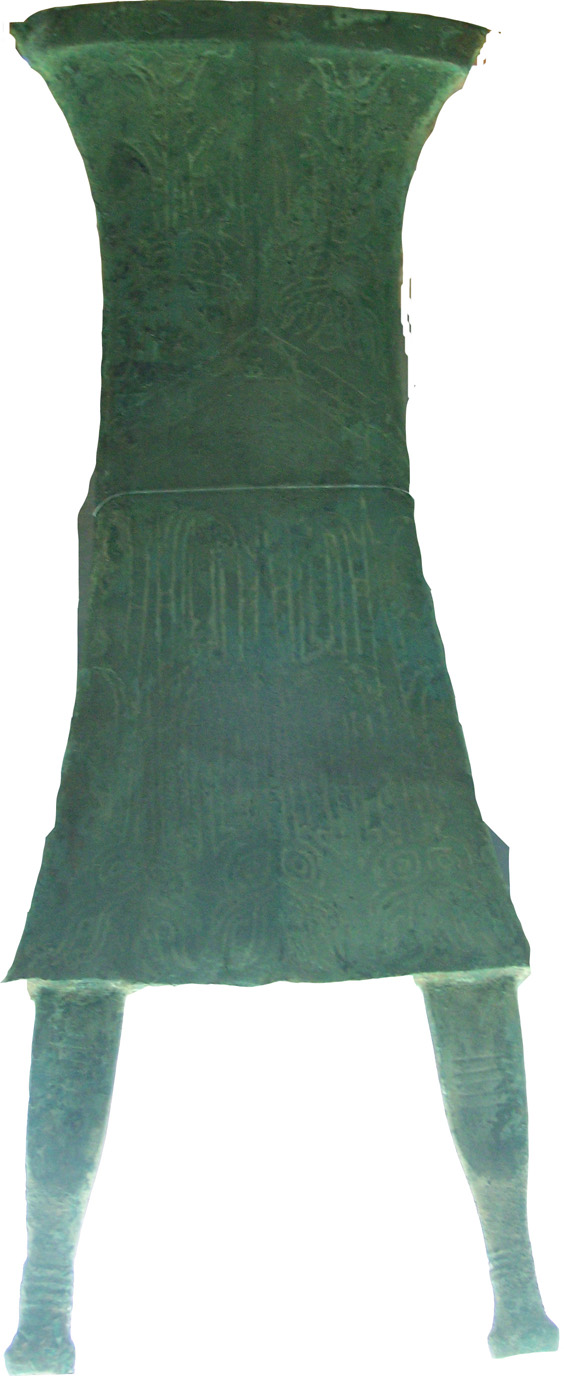
青銅人身形器
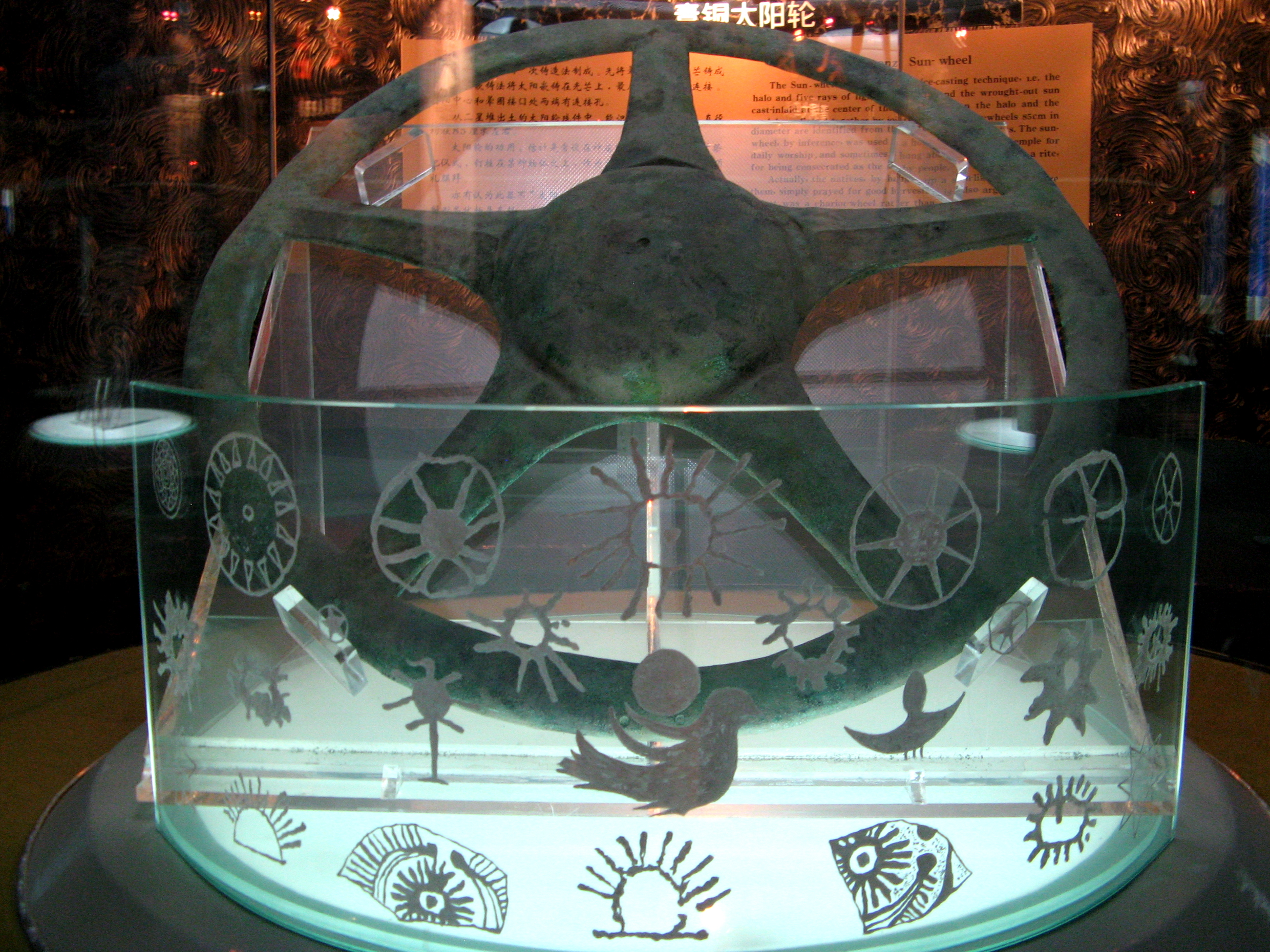
青銅太陽輪
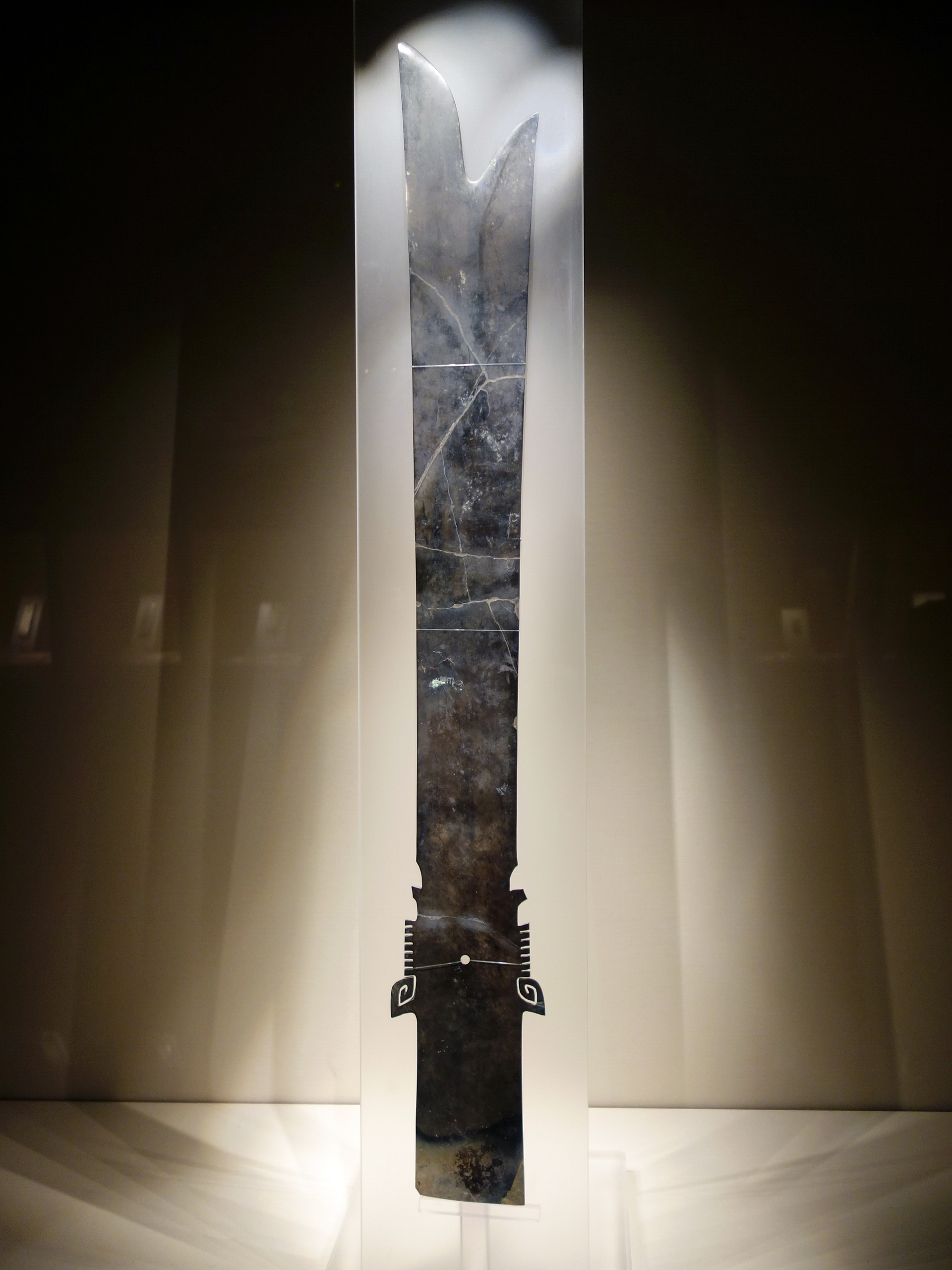
玉璋
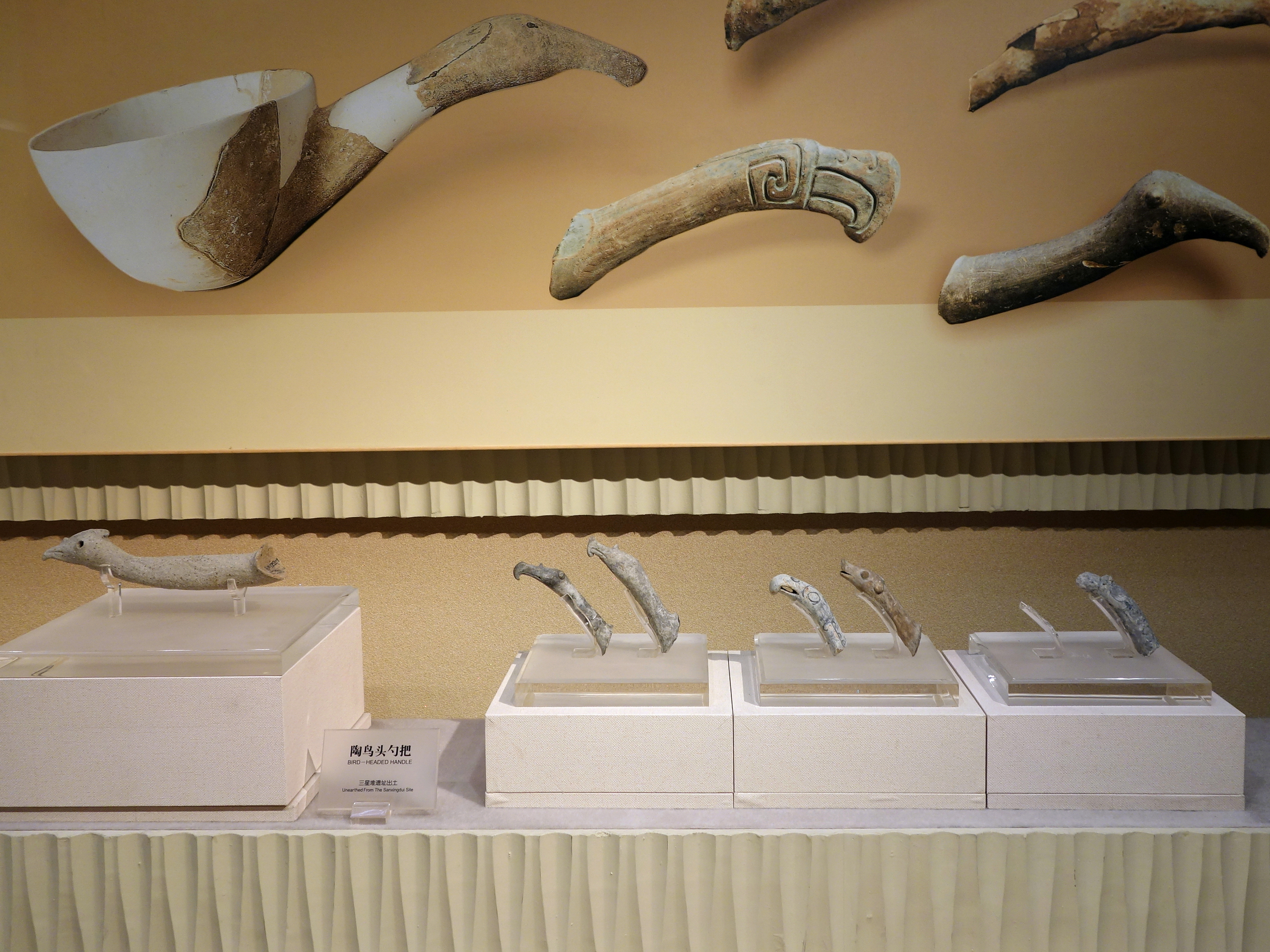